# Erich Metze
Erich Metze (Dortmund, 7 de maig de 1909 - Erfurt, 28 de maig de 1952) va ser un ciclista alemany que fou professional entre 1930 i 1940. Combinà la seva participació en carretera i en pista, on aconseguí notables èxits, entre ells dos campionats del món de mig fons. En carretera destaca la victòria a la Volta a Alemanya de 1931.

## Palmarès
- 1930
  - Vencedor d'una etapa de la Volta a Alemanya
- 1931
  - 1r a la Volta a Alemanya i vencedor de 2 etapes
- 1933
  - Campió d'Alemanya de mig fons
- 1934
  -  Campió del món de mig fons
  - Campió d'Alemanya de mig fons
- 1935
  - Campió d'Alemanya de mig fons
- 1936
  - Campió d'Alemanya de mig fons
- 1938
  -  Campió del món de mig fons
- 1939
  - Campió d'Alemanya de mig fons

### Resultats al Tour de França
- 1931. 8è de la classificació general